# Neulußheim
Neulußheim este o comună din landul Baden-Württemberg, Germania. Se află la o altitudine de 105 m deasupra nivelului mării. Are o suprafață de 3,38 km². Populația este de 7.132 locuitori, determinată în 31 decembrie 2023, prin actualizare statistică[*].